# Isidoro Gaztañaga Otegui
Isidoro Gaztañaga Otegui (Ibarra, Guipúzcoa, 15 de mayo de 1905 - La Quiaca, Argentina, 30 de marzo de 1944), fue un boxeador español conocido en el mundillo pugilístico con los sobrenombres de "El martillo pilón de Ibarra" e "Izzy Gaztañaga". 

## Biografía
En 1926, queriendo seguir los pasos de su paisano Paulino Uzcudun, se marchó a París contratado por Jaime Balerdi.
En el gimnasio Anastasie dio sus primeros pasos en el mundo del boxeo, teniendo como compañeros al propio Paulino Uzcudun y al aragonés Ignacio Ara, también conocido como El catedrático de las doce cuerdas. A los tres meses de su llegada a París debutó profesionalmente venciendo al púgil galo Gisset.
Isidoro Gaztañaga o "Izzy", como después le llamaron en Estados Unidos, era una verdadera fuerza de la naturaleza; fortísimo, resistente, gran estratega y duro pegador en el ring. Era proporcionado y justo de línea, aunque fue un boxeador muy irregular y sorprendente: podía vencer al mejor y perder por fuera de combate ante el último del ranking.
A los 22 años llegó a Buenos Aires contratado para un combate en el que dejó KO al ídolo argentino Alejandro Trías. Pasó seis meses en Argentina enfrentándose a boxeadores como Campolo o Galusso.
En junio de 1929 regresó al País Vasco y en el periodo junio-septiembre se enfrentó en cuatro ocasiones con Luigi Buffi. En diciembre de ese mismo año viajó a Cuba donde pasó tres meses y se enfrentó exitosamente con boxeadores de la talla de Mike McTigue a quien venció por KO en el combate celebrado el 8 de marzo de 1930. Dos meses después pasó a Argentina y venció por KO a Ceccarelli en un duro combate celebrado el 15 de junio. En septiembre de ese mismo año viajó a Uruguay para enfrentarse a Galusso y Silva.
A principios de 1931 regresó a Argentina donde pasó un año completo disputando combates con boxeadores como Bianchi, Carattoli, Ceccarelli y Silva.
En junio de 1932 llegó a Estados Unidos y se instaló en Nueva York, concretamente en Manhattan. Desde el primer momento se le consideró como la esperanza segura. Solly King confiaba mucho en Isidoro, hombre serio, metódico y que acudía puntualmente a entrenarse al mismo gimnasio al que iba Jack Dempsey. A lo largo de casi año y medio que Isidoro Gaztañaga estuvo en Estados Unidos disputó 11 combates importantes, enfrentándose a boxeadores de la talla de Loughran, Birkie o Perroni.
En noviembre de 1933 regresó a Europa disputando combates en Bélgica, Francia, Alemania y España con boxeadores tan conocidos como Hower, La Roe y Bonaglia.
Desde abril hasta octubre de 1935 Isidoro Gaztañaga disputó 6 combates en Cuba, destacando la victoria por KO en el tercer asalto ante el campeón cubano Young John Herrera.
Regresó a Estados Unidos en 1936, enfrentándose el 6 de marzo de ese año al campeón Primo Carnera, quien le derrotó con facilidad en el quinto asalto. Isidoro viajó por todo el país enfrentándose a boxeadores de la talla de Lewis, Thomas, etc. Disputó combates en Nueva York, Denver, Miami, Tampa, Detroit, Sarasota y Saint Louis. Cuando todo parecía marchar bien, le ocurrieron una serie de peripecias como enfermedades, fractura de un brazo y una infección de encías que duró mucho tiempo, de las cuales se repuso.
1938 fue el comienzo de su decadencia deportiva. En enero disputó un combate en Cuba frente a Goyito Rico al cual venció por KO en el cuarto asalto. En abril reapareció ante Roscoe Toles en el que iba a ser su último combate en Estados Unidos, perdiendo por KO técnico en el séptimo asalto. En julio peleó con Goyito Rico en Cuba y en diciembre se enfrentó a Tiger Jack Fox en Kingston, Jamaica, perdiendo por KO en el primer asalto.
En diciembre de 1938 viajó a Colombia para enfrentarse a Jamaica Carnera y a Valdez, venciendo por KO a este último en el segundo asalto. El combate disputado contra Jamaica Carnera el 23 de septiembre de 1939 fue el penúltimo combate de Isidoro Gaztañaga. Tras perder con Jamaica Carnera por KO en el segundo asalto, Isidoro Gaztañaga se retiró del mundo pugilístico.
Isidoro reapareció en julio de 1943 para enfrentarse en La Paz, Bolivia, al peso pesado chileno Arturo Godoy, frente al que perdió por KO técnico en el quinto asalto en el que fue el último combate del boxeador vasco.
Pocos meses más tarde, en la noche del 29 al 30 de marzo de 1944, falleció en La Quiaca, Argentina. Un compadre le desafió en una pulquería (se cree que por celos), y al salir de la estancia, sin previo aviso, disparó contra el púgil vasco tres certeras balas que provocaron su muerte.

## Libros
El 15 de abril de 2011 se presentaba el libro Isidoro Gaztañaga: El martillo de Ibarra. El boxeador que nunca existió escrito por Juan Osés.